# Новоначаловский
Новонача́ловский (среди местных жителей чаще Новоначалово) — посёлок в Приволжском районе Астраханской области, входит в состав Началовского сельсовета. Большую часть (78%) населения составляют русские, проживают также казахи и астраханские татары.

## Физико-географическая характеристика
Посёлок расположен в центральной части Приволжского районе на левом берегу реки Кутум. Отделён от Астрахани ериком Казачий, расстояние до центра города составляет около 8 километров, до районного центра и центра сельского поселения села Началова — 4 километров.
Климат
резко континентальный, с жарким и засушливым летом и бесснежной ветреной, иногда с большими холодами, зимой. Согласно классификации климатов Кёппена-Гейгера тип климата — семиаридный (индекс BSk).
Часовой пояс
Новоначаловский, как и вся Астраханская область, находится в часовой зоне МСК+1. Смещение применяемого времени относительно UTC составляет +4:00.

## Население
| 2002 | 2010 |
| ---- | ---- |
| 433  | ↗808 |

## Транспорт
Посёлок связан с Астраханью, Началовым и Началом маршрутным такси № 190.